# Pièce de 5 dollars américains
La pièce de 5 dollars américains (half eagle) est une pièce des États-Unis qui a été produite pour la circulation de 1795 à 1929 et dans des pièces commémoratives et des pièces d'investissement (en) depuis les années 1980. Composée presque entièrement d'or, elle a une valeur faciale de cinq dollars. Sa production a été autorisée par la loi du 2 avril 1792, et il s'agit de la première pièce d'or frappée par les États-Unis.

## Différents dessins
En juin 1795, Henry de Saussure a remplacé David Rittenhouse au poste de directeur de la Monnaie des États-Unis. Ses objectifs initiaux étaient de commencer à frapper des pièces d'or et d'améliorer les conceptions actuelles des pièces. Sous les ordres de Rittenhouse, le graveur en chef Robert Scot avait déjà préparé des matrices et le 31 juillet 1795, 744 half eagles furent livrés: les toutes premières pièces d'or produites par la Monnaie américaine.

### Capped Bust (1795-1834)
La conception et la composition du half eagle ont changé à plusieurs reprises au fil des ans, mais il a été conçu à l'origine par Robert Scot. 

#### Capped Bust Right Small Eagle (1795-1798)
La représentation de la liberté sur l'avers, par Scot, sur les nouvelles pièces de monnaie était un design classique, modelé sur une déesse grecque, avec des cheveux réarrangés et un grand turban. Le revers porte un aigle aux ailes déployées, tenant une couronne dans son bec et une branche de palmier dans ses griffes. Le petit aigle stylisé était souvent appelé « aigle de poulet » par les premiers citoyens, un nom parfois entendu dans la communauté numismatique d'aujourd'hui. Avec la date, seules les inscriptions LIBERTY et UNITED STATES OF AMERICA figurent sur la pièce: aucune dénomination ni déclaration de valeur n'apparaît.
Seules 18 512 pièces cinq ont été produites de 1795 à 1798, et la plupart n'ont pas échappé aux énormes masses fondues qui ont ensuite détruit la majeure partie des pièces d'or américaines frappées avant 1834.
Elle avait un diamètre d'environ 25 mm, un poids de 8,75 grammes et une bordure en roseau. Elle contenait 91,17 % d'or et 8,83 % de cuivre et d'argent. 

#### Half Eagle Capped Bust Right Heraldic Eagle (1795-1807)
La nouvelle version, toujours de Scot, combinait une tête d'aigle avec un corps assez large pour contenir le bouclier à treize bandes. Les ailes relevées sont fines, partiellement recouvertes d'un parchemin fluide portant l'inscription E PLURIBUS UNUM. Des nuages encadrent de treize à seize étoiles symbolisant les états originaux et trois nouveaux états formés après l'indépendance. Treize flèches sont dans la griffe droite de l'aigle, ce qui est un présage de guerre. Cette bizarrerie se poursuit jusqu'à la fin de la série en 1807.
Composée de seulement dix dates, la série est riche en histoire et en rareté et comprend trois premières dates longtemps imprégnées de mystère. Bien que Scot n'ait créé les matrices de l'aigle héraldique qu'au début de 1798, il existe étrangement des pièces datés de 1795, 1796 et 1797.
Les dimensions et le poids sont les mêmes que ceux du premier half eagle de 1795 et un total de 32 488 pièces ont été frappées.

#### Half Eagle Capped Bust (1807-1812)
En 1807, le nouveau directeur de la Monnaie, Robert Patterson, décide de confier la conception de nouvelles pièces au graveur allemand John Reich.
Le nouveau motif créé par le Reich pour le half eagle de 1807, représente une Liberté en buste tournée vers la gauche, flanquée de sept étoiles à gauche et de six à droite. Elle porte un bonnet en tissu portant l'inscription LIBERTY, et des cheveux bouclés qui tombent du bord de son bonnet jusqu'à son épaule.
Son dessin au revers représente un aigle aux ailes déployées, perché sur une branche de palmier et tenant trois flèches dans ses griffes. La devise E PLURIBUS UNUM apparaît sur un ruban au-dessus de l'aigle, et les inscriptions UNITED STATES OF AMERICA et 5D entourent le dessin central.
Les dimensions et le poids restent inchangés et 398 994 pièces ont été frappées.

#### Half Eagle Capped Head Left (1813-1834)
La série des half eagles à tête couronnée, frappée de 1813 à 1834, est celle qui a le plus souffert de la fonte de pièces. Fabriquée pendant la période où cela était très répandu, une grande partie de la frappe n'a jamais été mise en circulation et passait directement de la Monnaie aux mains des négociants en lingots. Quelque quarante mille pièces de monnayage récent ont été détruites lors d'une seule fonte en 1831. Les petites quantités qui ont survécu aux fontes d'avant 1834 ont été décimées par la refrappe des pièces anciennes par la Monnaie.
Lancé en 1813, le dessin de John Reich pour le half eagle a été copié par le graveur en chef Robert Scot en 1818 et largement retravaillé par William Kneass en 1829. Reich a modifié le dessin de son buste coiffé précédent en éliminant la poitrine et la draperie de Liberty, laissant une grande tête comme dispositif central, entourée de treize étoiles avec la date en dessous. Le revers, à peine modifié par rapport à son dessin de 1807, représente un aigle aux ailes étendues, serrant une branche d'olivier et des flèches. Autour de l'aigle figurent les inscriptions UNITED STATES OF AMERICA et 5 D., avec la devise E PLURIBUS UNUM au-dessus de la tête de l'aigle. Alors que la révision de 1818 de Scot était une copie grossière de la gravure du Reich, la modification de 1829 de Kneass était un changement distinct. Les diamètres ont été réduits de 25 à 22,5 millimètres, le portrait est apparu en plus haut relief et une bordure perlée a remplacé les denticules de la pièce précédente.

### Classic Head (1834-1838)
En 1834, l'or du half eagle valait plus que sa valeur nominale depuis plusieurs années. La loi du 28 juin 1834 a demandé une réduction de l'or utilisé. Le poids de la pièce fut ramené à 8,36 grammes, son diamètre à 22,5 mm et sa composition fut modifiée en 0,8992 or et 0,1008 argent et cuivre.
Le directeur de la Monnaie américaine, Samuel Moore, était désireux de mettre en circulation de nouvelles pièces d'or tout en retirant les pièces de 1795-1834 qui restaient dans les mains du public. S'attendant à une forte demande pour la nouvelle émission, Moore a demandé au graveur William Kneass de préparer un dessin entièrement nouveau. Kneass a créé un Liberté aux cheveux ébouriffés, la tête tournée vers la gauche, ses mèches épaisses et bouclées étant serrées par un bandeau portant l'inscription LIBERTY. La date a été placée en dessous et un cercle de treize étoiles entourait la tête. Le revers reprenait l'aigle à ailes levées de la frappe précédente, entouré des inscriptions UNITED STATES OF AMERICA et 5 D. Le Congrès a recommandé d'identifier les nouvelles pièces en plaçant la date du 1er août 1834 sur chacune, mais Moore a préféré l'omettre, ainsi que le parchemin avec E PLURIBUS UNUM utilisé depuis 1807.

### Liberty Head (1839-1908)

#### Half Eagle Liberty Head (sans devise - 1839-1866)
En 1839, la pièce a été redessinée. Le nouvel avers a été conçu par Christian Gobrecht et est connu sous le nom de « Liberty Head. Gobrecht a été fortement influencé par le néoclassicisme, ce qui est particulièrement apparent dans son utilisation de la Liberty Head, stylisée de façon classique sur le half eagle Coronet, qui a remplacé le dessin de la tête classique en 1839. Le dessin de l'avers de la nouvelle pièce représentait les cheveux de la Liberté attachés en chignon et fixés par un collier de perles. Elle portait également dans ses cheveux une couronne portant le mot LIBERTY. La simplicité du dessin n'a pas été affectée par l'ajout de la date sous le buste et de treize étoiles sur le pourtour. Le revers ne différait guère du motif de l'aigle étalé qui était utilisé depuis 1807, sauf que sur celui de Gobrecht, l'envergure de l'aigle était élargie pour couvrir la nouvelle pièce d'un bord à l'autre et que la valeur soit passée de 5 D. à FIVE D.   

#### Half Eagle Liberty Head (avec devise - 1866-1908)
Après avoir reçu des instructions du secrétaire au Trésor, Salmon P. Chase, les responsables de la Monnaie ont expérimenté plusieurs devises. Après avoir frappé une succession de motifs dans divers métaux et dénominations en utilisant des devises telles que « God Our Trust » et « God And Our Country », la devise adoptée IN GOD WE TRUST a été placée pour la première fois sur la nouvelle pièce de deux cents de 1864.   
En 1866, le successeur de Gobrecht comme graveur en chef, James B. Longacre, a ajouté la nouvelle devise IN GOD WE TRUST sur un parchemin placé au-dessus de la tête de l'aigle, sur le revers du half eagle.   

### Indian Head (1908-1929)
En 1908, le type définitif, conçu par Bela Lyon Pratt (en), est produit pour la première fois. La composition, le poids et le diamètre de la pièce sont restés inchangés, mais l'avers et le revers ont été radicalement modifiés. Le nouveau dessin correspond au nouveau dessin du quarter eagle de la même date. Ces deux séries sont uniques dans la monnaie américaine car le dessin et les inscriptions sont estampillés en incuse, plutôt qu'en relief, ce qui signifie que les surfaces planes sont les points les plus élevés de la pièce. L'avers représente une tête d'Indien portant une coiffe à plumes. Le revers représentait un aigle perché portant les inscriptions E PLURIBUS UNUM et IN GOD WE TRUST. La production de ce half eagle a été suspendue pendant la Première Guerre mondiale et n'a repris qu'en 1929, dernière année de parution.

## Galerie
|             |
| Small eagle |

|                  |
| Aigle héraldique |

|                                                                    |
| Une variété unique du half eagle de 16 étoiles Turban Head de 1797 |

|                     |
| Draped Bust de 1807 |

|                     |
| Draped Bust de 1813 |

|                         |
| Classic Head half eagle |

|                                 |
| Liberty Head half eagle de 1840 |

|                                 |
| Liberty Head half eagle de 1866 |

|                                |
| Indian Head half eagle de 1908 |

| |
| Le half eagle Capped Head de 1822 (grand diamètre) est l'un des trois seuls connus pour cette année |